# Dramalj
Dramalj est une localité de Croatie située dans la municipalité de Crikvenica, dans le comitat de Primorje-Gorski Kotar. En 2001, la localité comptait 1 456 habitants.

## Démographie
| 1948 | 1953 | 1961 | 1971 | 1981 | 1991  | 2001  |
| ---- | ---- | ---- | ---- | ---- | ----- | ----- |
| 745  | 904  | 858  | 745  | 731  | 1 230 | 1 456 |